# Nelson Doubleday
Nelson Doubleday (* 16. Juni 1889 in Brooklyn, New York City; † 11. Januar 1949 in Oyster Bay, Long Island, New York) war ein US-amerikanischer Verleger.

## Leben
Er war der Sohn des Doubleday-Verlagsgründers Frank Nelson Doubleday und Neltje Blanchan, Bruder des Schriftstellers Russell Doubleday und Vater von Nelson Doubleday, Jr.
Auf Bitte des jungen Nelson schrieb Rudyard Kipling seine Just So Stories for Little Children, die 1902 bei Doubleday veröffentlicht wurden. Für seinen Anteil am Zustandekommen des Buches handelte er bei seinem Vater als Verleger des Buches einen Penny pro verkauftem Exemplar für sich heraus, wobei er diese Tantieme lebenslang erhalten sollte.
1912 gründete er seinen eigenen Verlag, Nelson Doubleday, Inc., mit dem er zunächst einen Monat alte Magazine zum halben Preis verkaufte. 1918 trat er als Juniorpartner in die Firma seines Vaters ein. Die Great Depression überlebte die Firma, indem zuvor erworbene britische Verlage und alle Magazine im Besitz des Verlags verkauft wurden.  
1916 heiratete er Martha J. Nicholson, wobei diese Ehe 1931 wieder geschieden wurde. 1932 heiratete er Ellen McCarter Violett, die zwei Kinder mit in die Ehe brachte und mit der er zwei Kinder haben sollte, Sargent und Nelson Doubleday Jr. 
Doubleday, der von sich behauptete „I sell books, I don’t read them“ („Ich verkaufe Bücher, ich lese sie nicht“), bewarb seine Produkte teils aggressiv, gründete eine Vielzahl von Buchclubs, die mit qualitativ und preislich unterschiedlich gestalteten Buchausgaben beliefert wurden. 1947 verkaufte Doubleday über seine 26 Buchclubs und andere Vertriebswege wie Kaufhäuser über 30 Millionen Bücher, verlegte Daphne du Maurier, Edna Ferber, Klassiker, Ratgeber und war damit der größte nordamerikanische Verleger.